# Scopula submutataria
Scopula submutataria är en fjärilsart som beskrevs av Herrich-Schäffer 1847. Scopula submutataria ingår i släktet Scopula och familjen mätare. Inga underarter finns listade.